# Ljiljana Petrović
Ljiljana Petrović, cyr. Љиљана Петровић (ur. 1939 w Brodzie, zm. 4 lutego 2020 w Nowym Sadzie) – serbska piosenkarka.

## Życiorys
Urodziła się w Brodzie (obecnie Bośnia i Hercegowina), ale wychowała się w Nowym Sadzie. Karierę rozpoczęła od lokalnych konkursów i śpiewania w klubach i restauracjach. Została zauważona w 1960 roku przez szefa A&R jugosłowiańskiej wytwórni płytowej Jugoton podczas festiwalu w Mali Lošinj. Wytwórnia zaproponowała jej podpisanie kontraktu na nagranie płyty. Znalazła się na niej piosenka skomponowana przez Jože Privšeka z tekstem Miroslava Anticia Neke davne zvezde. Z piosenką tą wystąpiła w Cannes, reprezentując debiutującą Jugosławię na Festiwalu Eurowizji w 1961 roku. Zajęła 8. miejsce. Wydała dwa albumy w Związku Radzieckim. Karierę kontynuowała do końca lat 70. XX wieku. Po 1989 roku pisała teksty w haiku.
Zmarła 4 lutego 2020 roku w wieku 80 lat.

## Nagrody
- 1967 Nagroda specjalna jury Novosadskog festivala zabavne glazbe omladina(Młodzieżowy Festiwal Muzyczny w Nowym Sadzie) za pisenkę Stani na čas[2].